# Sergo Ordjonikidze
Grigoriy Konstantinovich Ordzhonikidze (Georgiano: გრიგოლ (სერგო) ორჯონიკიძე - Grigol (Sergo) Orjonikidze, Russo: Григорий Константинович Орджоникидзе), geralmente conhecido por Sergo Ordjonikidze (Серго) (24 de Outubro de 1886 – 18 de Fevereiro  de 1937) foi um revolucionário bolchevique georgiano e político soviético, membro do Politburo do Comité Central do Partido Comunista da União Soviética e amigo íntimo de Estaline. Ordjonikidze, Estaline e Anastas Mikoyan eram designados jocosamente de "Clique Caucasiana".